# Nomar Garciaparra
Anthony Nomar Garciaparra (Whittier, California, 23 de julio de 1973), más conocido como Nomar Garciaparra, es un exjugador profesional estadounidense de béisbol que se desempeñó en la posición de campocorto en las Grandes Ligas de Béisbol (MLB). Logró obtener un Bate de Plata.

## Carrera
Garciaparra jugó como profesional nueve temporadas en Boston Red Sox (1996-2004), después pasó a Chicago Cubs (2004-2005), luego a Los Angeles Dodgers (2006-2008), posteriormente a Oakland Athletics, donde jugó una temporada (2009), y fue el equipo en el que se retiró.

## Premios
Fue galardonado con el Bate de Plata en una oportunidad (1997).